# APILAS
APILASとはフランスのネクスターが開発した歩兵携行型対戦車ロケット弾発射器である。120,000以上のAPILASランチャーが生産されており、ベルギー、チリ、フィンランド、コロンビア、フランス、イタリア、ヨルダン、韓国、サウジアラビア、台湾、キプロスで運用されている。

## 概要
APILAS（Armor-Piercing Infantry Light Arm System）は伸縮式の照準器を備えたアラミド繊維のランチャーチューブから構成される。有効射程は最低25mから最大では標的によるが500-600mである。成型炸薬弾頭は電気信管式で80度まででの着弾で起爆する。

## 性能諸元
- 口径：112mm
- 長さ
  - 発射機：1.62m
  - 発射体:925mm
- 重量
  - 総重量：9.5kg
  - 発射体：4.3kg
  - 発射機：4.7kg
- 射程:最低25ｍ、最大300m(移動目標)から500m(静止目標)
- 推進装置:固体燃料ロケット
- 砲口初速：293m/s
- 500m飛翔までの所要時間:1.9秒
- 弾頭：2mのコンクリートないしRHA換算で720mmを貫徹可能な1.5kg成型炸薬